# Barbatula barbatula
Barbatula barbatula (tên tiếng Anh: Stone loach) là một loài cá vây tia trong họ Balitoridae.
Nó được tìm thấy ở Áo, Belarus, Bỉ, Bulgaria, Trung Quốc, Cộng hòa Czech, Đan Mạch, Estonia, Phần Lan, Pháp, Đức, Hungary, Ireland, Ý, Nhật Bản, Triều Tiên, Hàn Quốc, Latvia, Liechtenstein, Litva, Luxembourg, Moldova, Hà Lan, Ba Lan, Romania, Nga, Serbia và Montenegro, Slovakia, Tây Ban Nha, Thụy Điển, Thụy Sĩ, Ukraina, và Vương quốc Liên hiệp Anh và Bắc Ireland.
Đặc điểm dễ nhận biết nhất của loài cá này là các ria hàm quanh miệng, cơ thể có nhiều màu gồm nâu, xanh lá và vàng.
Loài cá này thích sống ở cái dòng sông, con suối trong suốt có đáy sỏi đá. Loài này thường sống ở tầng dưới và vùi nửa thân xuống lòng sông.
Loài cá này tìm kiếm thức ăn ở những vùng nước chảy mạnh, có nhiều sỏi đá. Vào ban đêm nó sẽ sử dụng ria mép để săn các loài động vật không xương sống.

## Hình ảnh

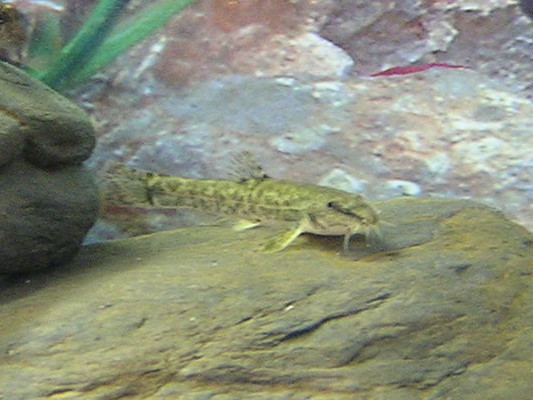
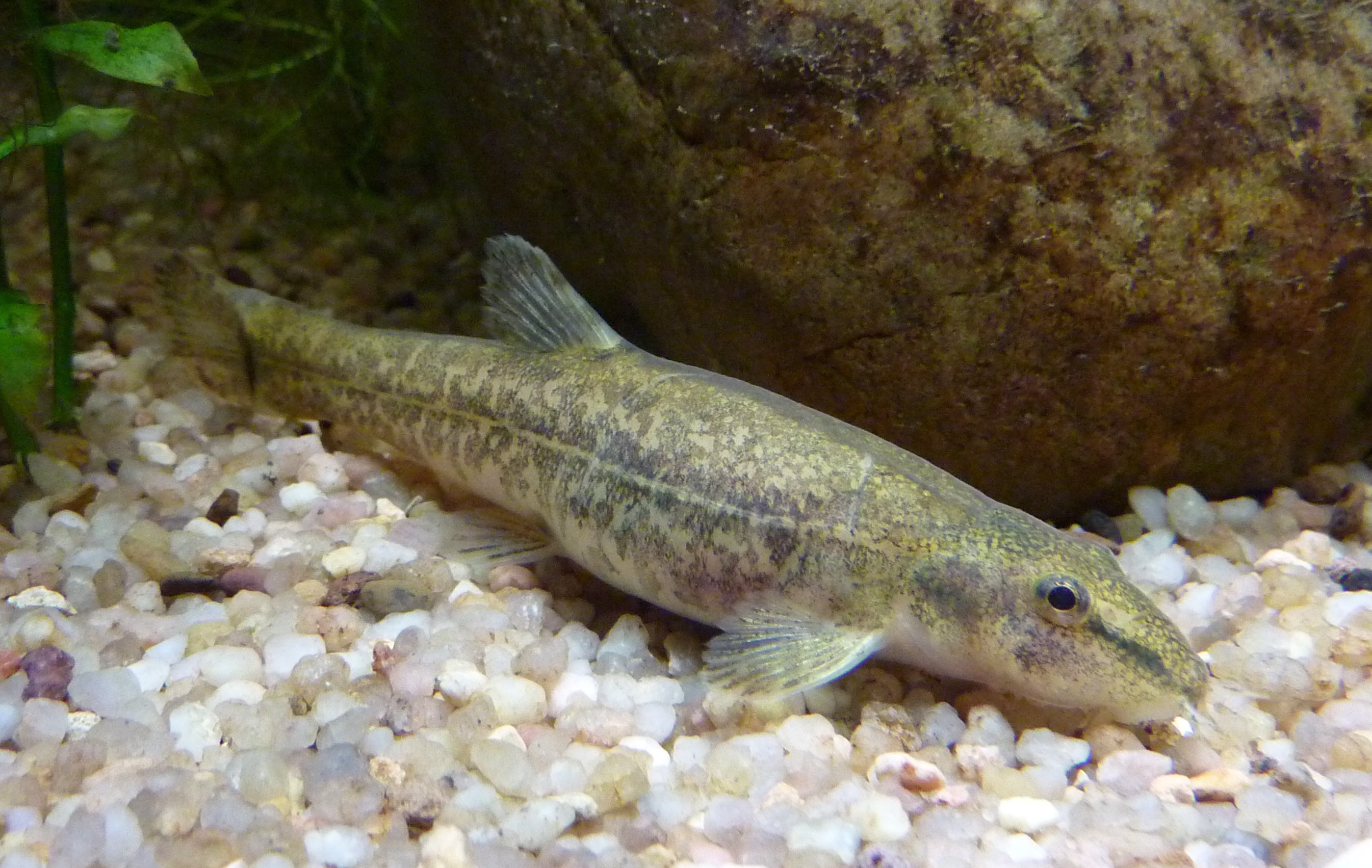
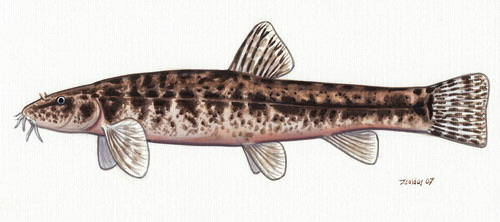
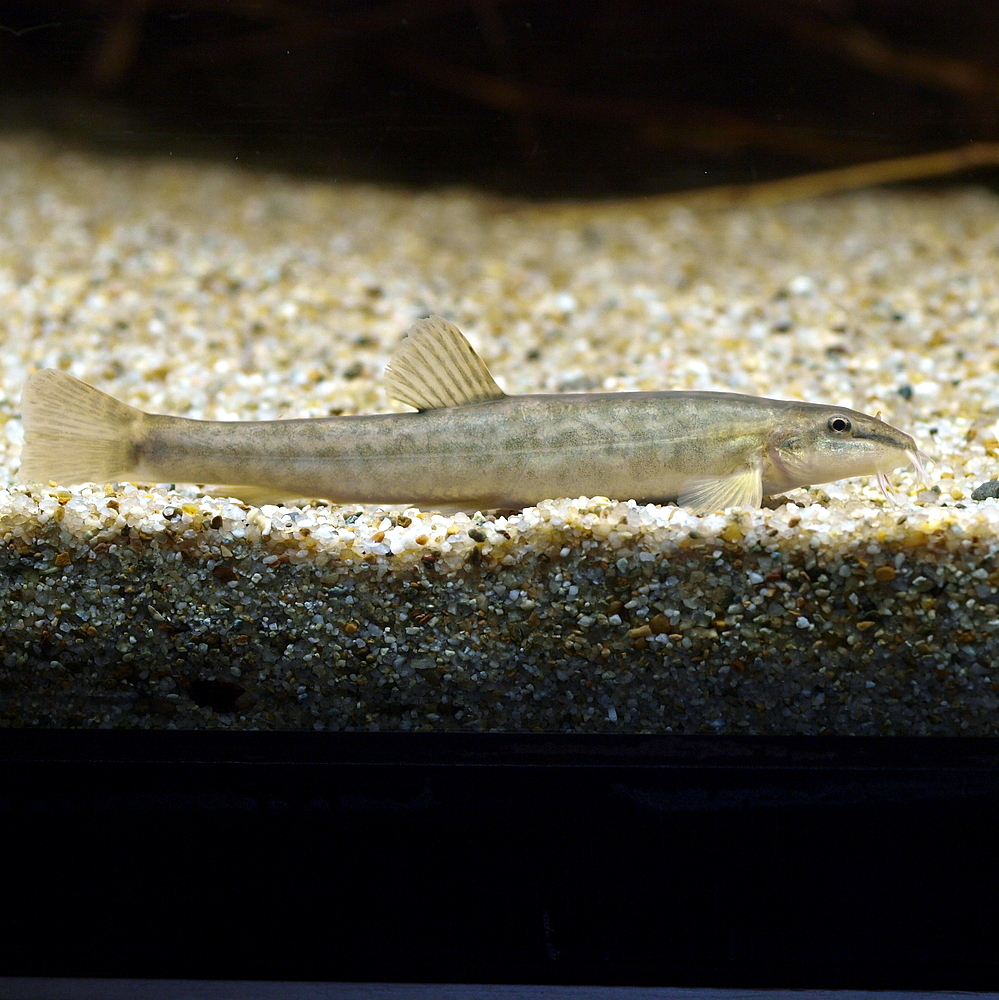